# Danielostygia persephone
Danielostygia persephone är en fjärilsart som beskrevs av Hans Reisser 1962. Danielostygia persephone ingår i släktet Danielostygia och familjen säckspinnare. Inga underarter finns listade i Catalogue of Life.